# ミゲル・プリモ・デ・リベラ

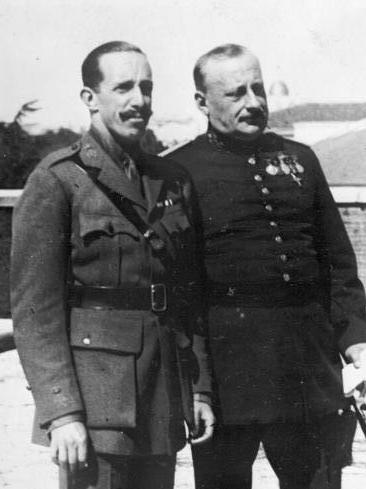
国王アルフォンソ13世とともに（1930年）

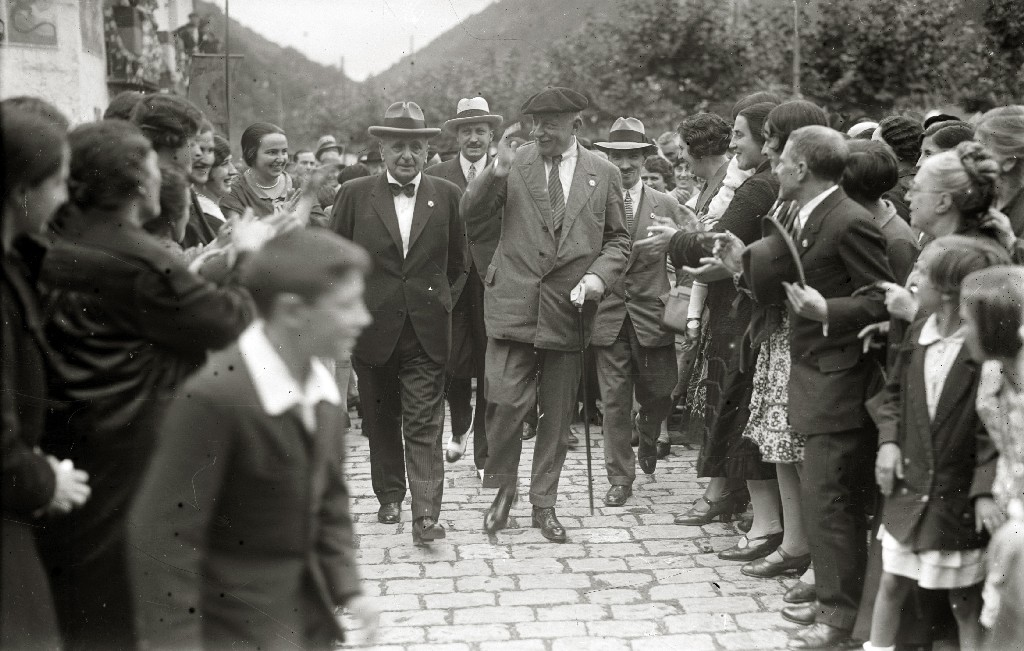
訪問先で人々の歓迎を受けるプリモ・デ・リベラ将軍(1928年）

ミゲル・プリモ・デ・リベラ（Miguel Primo de Rivera y Orbaneja, 1870年1月8日 - 1930年3月16日）は、スペインの軍人・貴族（第2代エステーリャ侯爵）であり、1923年より1930年までスペインを独裁的に統治した。スペイン国王アルフォンソ13世からは「余のムッソリーニ」と呼ばれていた。

## 生涯
プリモ・デ・リベーラ家はカディス県ヘレス・デ・ラ・フロンテーラの名家であった。彼の叔父であるフランシスコ・プリモ・デ・リベーラ将軍が、1878年に第2次カルリスタ戦争を終結させた功により、新設されたエステーリャ侯爵（Marqués de Estella）に序せられた。この叔父の死後、ミゲルが第2代エステーリャ侯爵となった。
第一次世界大戦後、スペインの経済は落ち込み、労働運動が先鋭化し、カタルーニャ地方やバスク地方では自治・独立を求める運動が活発になるなど経済的、政治的な危機を迎えていた。1920年からはスペイン領モロッコにてベルベル人のリーフ族による反乱により、第3次リーフ戦争が始まっていた。
1923年9月12日、こうした状況を打開するためにバルセロナ総督であったプリモ・デ・リベーラは、軍部や教会を中心とする大土地所有者層の支持を得て、クーデターを成功させた。その後、内々にクーデターの承認を得ていた国王アルフォンソ13世より首相に任命され、軍事独裁政権（1923～1930年）を樹立した。
プリモ・デ・リベーラは議会を解散して1876年憲法を停止し、言論統制を行ってその独裁体制の強化を図った。また、労働運動に影響を与えていた哲学者ミゲル・デ・ウナムーノをフエルテベントゥーラ島に監禁するなど、労働運動と地方自治運動を弾圧した（ウナムーノは後に脱走した）。
ナショナリストとして国家の強国化を目指しており、低金利政策を採用して中産階級の生活水準の向上を計り、公共工事を行ってインフラを整備するなどした。また、封建制度の残滓である貴族の特権の制限や、軍の改革などに取り組んだが、それにより彼らの支持を失った。
しかし、その放漫財政ぶりから国の財政が破綻寸前に陥った。1926年に議会を復活させ、クーデター以降、軍人が占めていた地方の知事に文官を任命するなど譲歩を強いられた。1927年に支配政党として「愛国同盟」を結成し、手本としていたベニート・ムッソリーニ率いるイタリアのように一党独裁制を確立しようとしたが、1928年よりペセタの下落が進んだことなどで国内経済の不況に追い込まれ、支持層であった軍や地主、資本家からもリベーラを見放すようになり、数回プリモ・デ・リベーラ政権を打倒しようとしたクーデター未遂も起きている。2回目のバルセロナ万博が、何とか開催できた。
1929年に始まった世界恐慌の影響が、スペインにも押し寄せると、通貨価値の崩落からリベーラの経済政策は行き詰ってしまう。ここにきて1930年1月、アルフォンソ13世がリベーラに退陣を迫り、「健康の悪化」を理由に失脚した。その数ヵ月後、亡命先のパリで死去した。

## その後
息子の第3代エステーリャ侯爵ホセ・アントニオは、後にファシスト政党のファランヘ党を結成した。